# 秋コレ 〜MTR&Y Tour 2015〜
『秋コレ ～MTR&Y Tour 2015～』は、日本のミュージシャン奥田民生の3枚目のライブ・アルバム。2016年5月11日発売。発売元はラーメンカレーミュージックレコード。

## 解説
- 全国ツアー秋コレ ～MTR&Y Tour 2015～13か所13本のライブ音源をCD化、初回盤には、その初披露となった「フリー」「息するように」と、「最強のこれから」の大宮でのLIVE映像が付属する。

## 収録曲

### DISC. 1
| #   | タイトル                                                       | 作詞     | 作曲     | 時間 |
| --- | -------------------------------------------------------------- | -------- | -------- | ---- |
| 1.  | 「解体ショー」(2015.11.10.＠Bunkamuraオーチャードホール)       | 奥田民生 | 奥田民生 | 4:28 |
| 2.  | 「フリー」(2015.11.10@Bunkamuraオーチャードホール))            | 奥田民生 | 奥田民生 | 3:57 |
| 3.  | 「ライオンはトラより美しい」(2015.11.18@仙台サンプラザホール)  | 奥田民生 | 奥田民生 | 4:33 |
| 4.  | 「E」(2015.11.13@オリックス劇場)                               | 奥田民生 | 奥田民生 | 3:07 |
| 5.  | 「チューイチューイトレイン」(2015.11.6@わくわくホリデーホール) | 奥田民生 | 奥田民生 | 2:26 |
| 6.  | 「スモーキン・ブギ 」(2015.10.23@市原市市民会館)               |          |          | 3:23 |
| 7.  | 「まんをじして 」(2015.11.3@市川市文化会館 大ホー)             | 奥田民生 | 奥田民生 | 4:54 |
| 8.  | 「いつもそう 」(2015.10.27@文化パルク城陽 プラムホール)        | 奥田民生 | 奥田民生 | 4:51 |
| 9.  | 「音のない音」(2015.10.28@神戸国際会館 こくさいホール)         | 奥田民生 | 奥田民生 | 4:36 |
| 10. | 「海の中へ」(2015.10.28@神戸国際会館 こくさいホール)           | 奥田民生 | 奥田民生 | 6:56 |
| 11. | 「フリーザー」(2015.11.10@Bunkamuraオーチャードホール)         | 奥田民生 | 奥田民生 | 2:27 |
| 12. | 「息するように 」(2015.11.9@Bunkamuraオーチャードホール)       | 奥田民生 | 奥田民生 | 5:17 |

### DISC. 2
| #   | タイトル                                                        | 作詞     | 作曲     | 時間 |
| --- | --------------------------------------------------------------- | -------- | -------- | ---- |
| 1.  | 「ヘヘヘイ」(2015.11.9@Bunkamuraオーチャードホール)             | 奥田民生 | 奥田民生 | 4:22 |
| 2.  | 「ギブミークッキー」(2015.10.31@福岡サンパレス)                 | 奥田民生 | 奥田民生 | 4:31 |
| 3.  | 「イナビカリ」(2015.11.3＠市川市文化会館 大ホール)              | 奥田民生 | 奥田民生 | 4:32 |
| 4.  | 「手紙」(2015.11.10@Bunkamuraオーチャードホール)                | 奥田民生 | 奥田民生 | 6:05 |
| 5.  | 「鈴の雨」(2015.11.9@Bunkamuraオーチャードホール)               | 奥田民生 | 奥田民生 | 6:41 |
| 6.  | 「無限の風」(2015.10.25@アイプラザ豊橋 講堂)                    | 奥田民生 | 奥田民生 | 4:55 |
| 7.  | 「フロンティアのパイオニア」(2015.10.30@倉敷市民会館)           | 奥田民生 | 奥田民生 | 3:59 |
| 8.  | 「最強のこれから」(2015.10.31@福岡サンパレス)                   | 奥田民生 | 奥田民生 | 7:12 |
| 9.  | 「風は西から」(2015.10.31@福岡サンパレス)                       | 奥田民生 | 奥田民生 | 4:11 |
| 10. | 「わかります」(2015.10.31@福岡サンパレス)                       | 奥田民生 | 奥田民生 | 3:59 |
| 11. | 「御免ライダー」(2015.11.9@Bunkamuraオーチャードホール)         | 奥田民生 | 奥田民生 | 3:40 |
| 12. | 「イージュー★ライダー」(2015.10.27@文化パルク城陽 プラムホール) | 奥田民生 | 奥田民生 | 4:01 |
| 13. | 「さすらい」(2015.11.21@本多の森ホール)                         | 奥田民生 | 奥田民生 | 3:49 |

### DISC. 3 初回特典DVD
| #  | タイトル                                                   | 作詞     | 作曲     |
| -- | ---------------------------------------------------------- | -------- | -------- |
| 1. | 「フリー」(2015.11.15@大宮ソニックシティ 大ホール)         | 奥田民生 | 奥田民生 |
| 2. | 「息するように 」(2015.11.15@大宮ソニックシティ 大ホール)  | 奥田民生 | 奥田民生 |
| 3. | 「最強のこれから」(2015.11.15@大宮ソニックシティ 大ホール) | 奥田民生 | 奥田民生 |

## 参加ミュージシャン
- 奥田民生 - ボーカル、ギター
- 小原礼 - ベース、ハーモニー
- 斎藤有太 - キーボード、ハーモニー
- 湊雅史 - ドラムス